# Caiguda de l'home

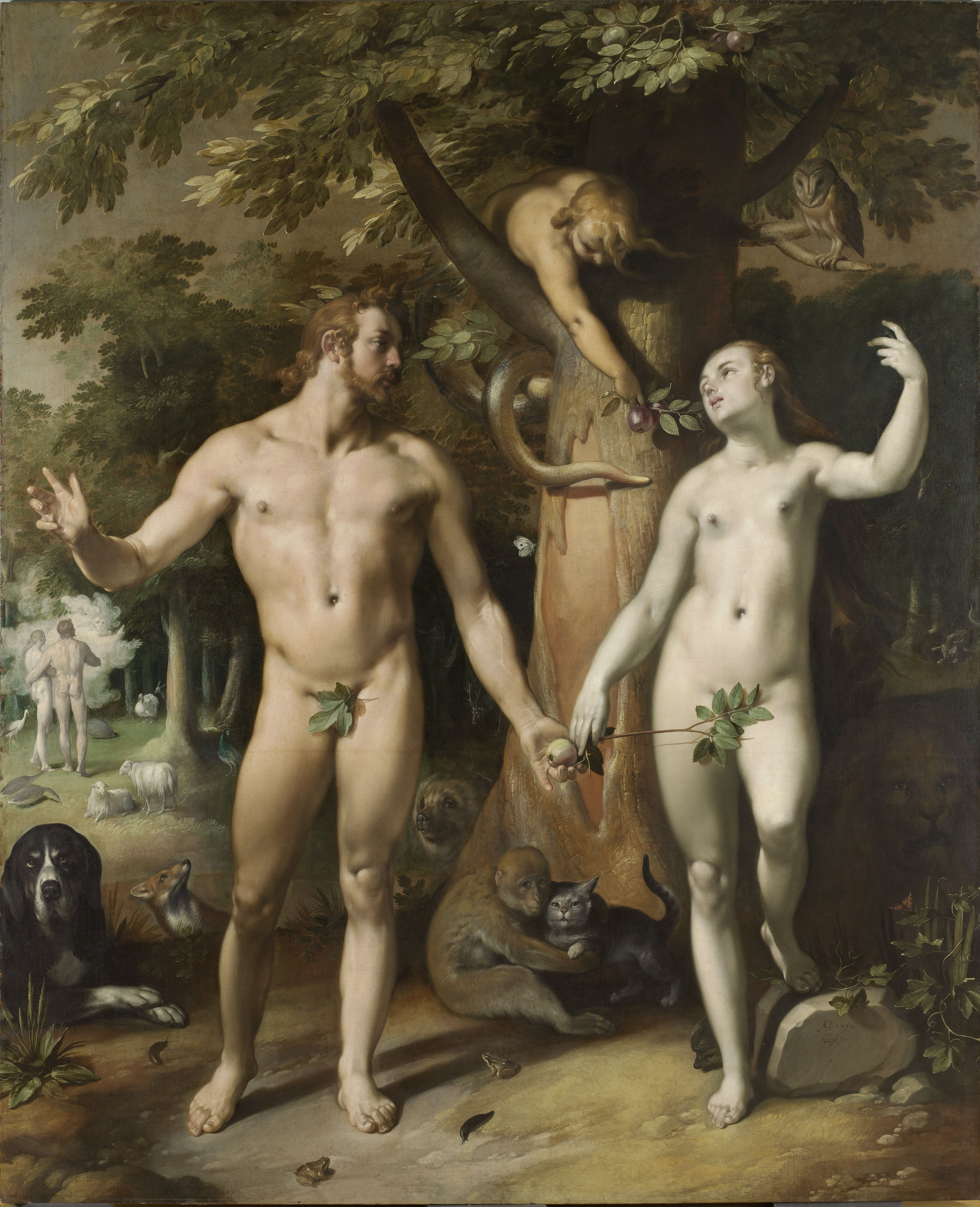
Il·lustració de Cornelis van Haarlem, 1592

La Caiguda de l'Home es refereix a la doctrina cristiana de la transició dels primers éssers humans d'un estat d'obediència innocent a Déu, a un estat culpable de desobediència a Déu. La caiguda de l'home fa referència també a les conseqüències teològica per a tota la humanitat a conseqüència del pecat original d'Adam i Eva.

## Gènesi
Al Llibre del Gènesi el capítol 2, Adam i Eva viuen en un principi amb Déu en un paradís, però després són enganyats o temptats per la serp a menjar l'anomenat fruit prohibit de l'arbre del coneixement del bé i del mal. Després de menjar-lo s'avergonyiren de la seva nuesa, i en conseqüència Déu els va expulsar del paradís. L'estat en què va caure l'home consisteix en la culpabilitat de (el primer home i dona) el primer pecat d'Adam i Eva: la manca de justícia original, que és la iniquitat i la corrupció de la seva naturalesa tota que s'anomena pecat original o pecat, juntament amb totes les transgressions actuals que procedeixen d'ella. La caiguda no s'esmenta pel seu nom en la Bíblia, però la història de la desobediència i l'expulsió es relata en els dos Testament de diferents maneres. Els exemples inclouen els ensenyaments de Pau a Romans 5:12-19 i 1Cor 15:21-22, 1 Cor. 15:21-22.

## Alcorà
En el llibre sagrat dels musulmans l'Alcorà, Déu va anunciar als àngels que ell crearia un virrei (l'home) a la terra. Els àngels dubtaren, i es van preguntar per què Déu crearia una cosa amb la capacitat de desobeir. Déu llavors va manar als àngels prostrar-se d'avant d'Adam. Els àngels es postraren, però Iblis (Satanàs), es va negar a fer-ho. Déu el va maleir a causa de la seva desobediència. Iblis buscar venjança i es va proposar enganyar a Adam i la seva descendència. Va enganyar a Adam i la seva esposa Eva a menjar d'un arbre que estava prohibit per ells per Déu. A causa de la seva desobediència, Déu va ordenar l'expulsió d'Adam i Eva del paradís i baixar a la terra. Déu va prometre que la terra seria el lloc de residència per a ells i els seus fills durant un temps limitat fins al dia del Judici Final. L'Alcorà Al-A'raf (Els llocs elevats) versos 7:11-27 detalla la història de la Caiguda.

## Judaisme i l'Islam
El judaisme i l'islam interpreten el relat de la caiguda com simplement un fet històric, la desobediència d'Adam i Eva que ja preveia Déu, fins i tot abans que ell els creés. Per tant, les dues religions no hi veuen conseqüències teològiques particulars de naturalesa humana. És a dir, des de la creació de l'home, la condició i el medi ambient han canviat en essència, però no l'home mateix. Senzillament, perquè per culpa de les accions d'Adam, ell i la seva esposa van ser retirats del jardí, obligats a treballar, patir dolor durant el part, i morir. No obstant això, fins i tot després de ser expulsats del jardí, Déu promet que les persones que l'honoren i segueixen les seves lleis seran recompensades, mentre que les que actuen malament seran castigades.

## Cristianisme
Algunes denominacions cristianes creuen que la caiguda de l'home danyar tot el món natural, incloent-hi la naturalesa humana, fent que la gent nasqués en pecat original, un estat del qual no pot arribar a la vida eterna sense la intervenció misericordiosa de Déu. Els protestants sostenen que la mort de Jesús va ser una expiació o rescat pel qual la humanitat se li va oferir l'alliberació del pecat adquirit en el paradís.

### Catolicisme
El Catolicisme ensenya que "el relat de la caiguda a Gènesi 3 utilitza un llenguatge figurat, però afirma un esdeveniment primordial, un acte que va tenir lloc al començament de la història de l'home."
L'home, temptat pel diable, va deixar la seva confiança en el seu Creador i, abusant de la seva llibertat, desobeir el mandat de Déu.
Aquest primer pecat va ser transmès per Adam i Eva a tots els seus descendents, com el pecat original, fent que els éssers humans estiguin "subjectes a la ignorància, el sofriment, inclinats al pecat, i el domini de la mort.". El Baptisme es considera que esborra el pecat original, encara que els efectes sobre la naturalesa humana segueixin, i per això l'Església catòlica bateja als nens que encara no han comès cap pecat personal

#### Altres interpretacions cristianes
- El cristianisme ortodox considera que una falta no es pot heretar, ja que el pecat sempre implica elecció lliure pel mal, sabent-ne les conseqüències. Un nadó no pot, doncs, pecar. Afirma que la visió catòlica empeny cap al determinisme i que nega la llibertat fonamental de l'ésser humà.
- Els Testimonis de Jehovà interpreten que el paradís es va perdre per cause del pecat original. Però Déu té un pla diví per restaurar aquest paradís a la terra per mitjà del regna de mil anys de Jesús, a on les persones seran ressuscitades a un món nou sense malalties ni mort.
- El mormonisme creu que la caiguda va ser necessària, com a part del pla de Déu per redimir i exaltar els seus fills. Quan Déu va posar a Adam i Eva al Jardí de l'Edèn, els va donar dos manaments aparentment contradictòries: En primer lloc, "multipliqueu-se i ompliu la terra" i, en segon lloc, no participar de l'arbre del coneixement del bé i del mal. Sense participar de la fruita de l'arbre no podien tenir descendència i, per tant, no podia complir el mandat de multiplicar-se. Com Adam i Eva estaven en un estat d'innocència, no van poder haver pecat, el pecat és impossible sense el coneixement del bé i del mal.
- L'Església de la Unificació, creu que el fruit prohibit era el sexe, Adam i Eva estaven destinats a ser beneïts per Déu en el matrimoni després d'haver arribat a la maduresa espiritual. Van caure en un acte sexual abans de temps després que Eva fos temptada per la serp sexual. Així es van assabentar de la relació sexual per Satanàs, i no per Déu.

## Altres tradicions
- En el gnosticisme, la serp es congratula per portar el coneixement a Adam i Eva, i alliberar-los del control del Demiürg. El Demiürg que és l'encarnació del mal, expulsa a Adam i Eva, perquè l'home és ara una amenaça.
- En l'antiga mitologia grega declara que la humanitat era immortal durant l'Edat d'Or, fins a l'arribada de Prometeu qui va portar foc per ajudar-los a suportar millor el fred. Els déus van castigar els éssers humans al permetre que Pandora alliberés el mal (la mort, la tristesa, la pesta) en el món per culpa de la seva curiositat.
- En el zoroastrisme, la humanitat és creada per suportar les forces de la decadència i la destrucció a través dels bons pensaments, paraules i accions. Si no ho fa activament condueix a l'individu i la seva família a la misèria. Aquesta és també la moral de moltes de les històries de la Shahnameh, el text clau de la mitologia persa.